# Town-Klasse (1940)
Bei den Zerstörern der britischen Town-Klasse handelte es sich um die 50 Zerstörer der US-Navy, die Großbritannien 1940 von den USA im Rahmen des Zerstörer-für-Stützpunkte-Abkommens zur Sicherung der transatlantischen Versorgung übernahm. Es handelte sich um Zerstörer vom US-amerikanischen Glattdeckstyp der Caldwell- ('Ca', 3 RN), der Wickes- ('W', 27 RN/RCN) sowie der Clemson-Klasse ('CL', 20 RN/RCN), die zum Teil nur kurz nach der Fertigstellung und dann erst wieder 1939 nach dem Kriegsbeginn in Europa von der US Navy genutzt worden waren. 44 Zerstörer übernahm die Royal Navy und benannte sie nach Orten um, die es in den USA und im britischen Reich gab. Sechs Zerstörer übernahm die Royal Canadian Navy sofort und erhielt später (zumindest zeitweise) weitere zehn. Weitere Nutzer waren die Exil-Marinen der Niederlande (einer Anfang 1941) und Norwegens (fünf zwischen 1941 und 1944) sowie die Sowjetunion (neun 1944 bis 1952).
Einige Schiffe der verschiedenen Nutzer gingen im Zweiten Weltkrieg meist durch deutsche U-Boote verloren, andere wurden nicht mehr in Stand gesetzt oder nur noch als Hilfsschiffe eingesetzt. Bis Ende 1952 waren alle 50 Zerstörer verloren oder ausgesondert.

## Die Schiffe der Klasse

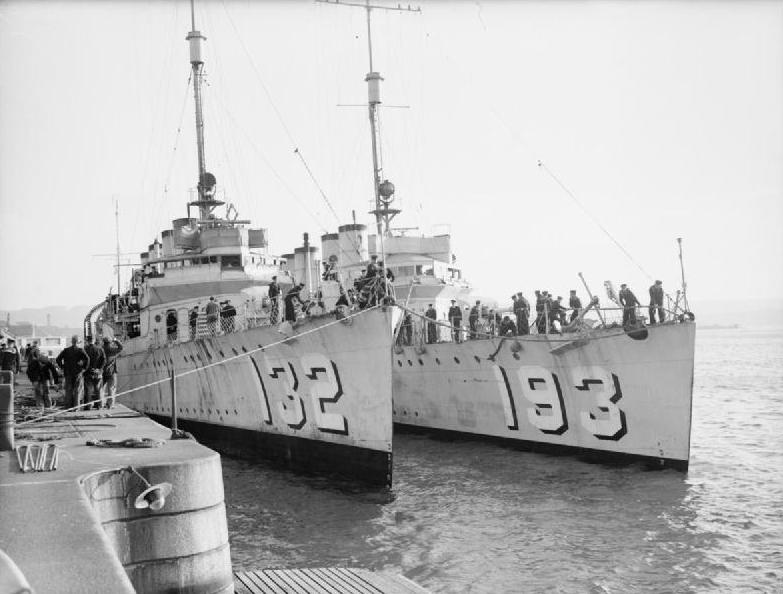
Castleton (ex Wickes-Kl. Aaron Ward) und Clare (ex Clemson-Kl. Abel P. Upshur) in UK

Die von der US Navy übernommenen Zerstörer waren etwa gleichzeitig zu den britischen Zerstörern der V- und W-Klasse entstanden, erfreuten sich aber bei den britischen Besatzungen nicht derselben Wertschätzung wie britischen Zeitgenossen. Die amerikanischen Schiffe galten als schlechte Seeschiffe und ihre amerikanischen Einrichtungen fanden nicht bei allen britischen Seeleuten Begeisterung. Das Handling der amerikanischen Zerstörer war gewöhnungsbedürftig, da beide Schrauben in dieselbe Richtung drehten und die Zerstörer dadurch einen sehr großen Wendekreis hatten. Bei den Wetterbedingungen auf dem Atlantik war die geschlossene Brücke insbesondere bei Nacht auch nicht immer von Vorteil.
Trotz ihrer Nachteile erledigten diese Zerstörer überlebenswichtige Aufgaben für das Vereinigte Königreich durch die Sicherung der Konvois über den Atlantik, als die deutschen U-Boote durch ihre neuen Basen im besetzten Frankreich immer bedrohlicher für die Versorgung der britischen Inseln wurden.

### Bewaffnung
Ursprünglich verfügten die Town-Zerstörer über vier 102-mm-Kanonen, anfangs drei 76-mm-Flugabwehrgeschütze und vier Dreifach-Torpedo-Rohrsätze an den Seiten der Schiffe. Von den Hauptgeschützen waren auf der Mittellinie eines auf dem Vorschiff und eines erhöht vor dem Heck aufgestellt. Die beiden anderen Kanonen standen auf seitlichen Podesten zwischen dem 2. und 3. Schornstein. Bei der Übergabe der Schiffe an die Briten bestand die Fla-Bewaffnung nur noch aus einem 76-mm-Geschütz und drei schweren 12,7-mm-Maschinengewehren. Nach der Übergabe an die Royal Navy wurden die Schiffe für die Einsätze unter britischer Flagge umgerüstet. Dazu wurde das Heckgeschütz, die 76-mm-Flak und zwei Torpedo-Rohrsätze ausgebaut. Diese Veränderungen sollten die Stabilität der Zerstörer erhöhen. Als neue Hauptflak kam eine britische 76-mm-Flak auf die Position des Heckgeschützes, um einen besseren Feuerbereich zu erhalten. Dazu erhielten die Schiffe eine britische Sonar- und ab 1941 Radar-Anlage sowie teilweise ein Huff-Duff-Funkpeilgerät.

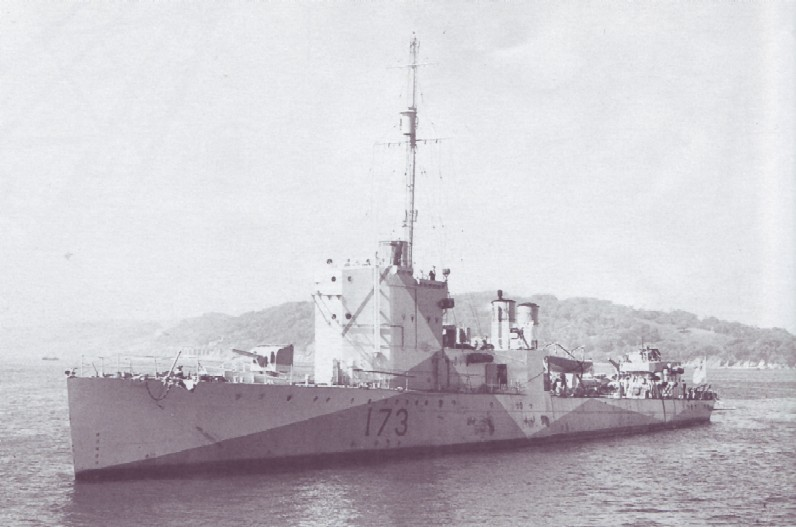
Stanley als LR Escort

1941 wurden einige Zerstörer der Klasse – ähnlich wie dann auch einige Zerstörer der V- und W-Klasse – einem Totalumbau unterzogen, der sie in Geleitboote verwandelte. Dabei verloren die britischen Bradford, Clare und Stanley ihre beiden vorderen Schornsteine und zwei Kessel. Als Langstrecken-Geleitboote verfügten sie über eine große Reichweite; ihre Höchstgeschwindigkeit reduzierte sich aber auf 25 Knoten. Die drei kanadischen Schwesterschiffe Annapolis, Columbia und St. Francis wurden auch zu Escorts umgebaut; sie gaben aber nur einen Kessel und einen Schornstein ab. Diese Umrüstung soll den Schiffen noch eine Höchstgeschwindigkeit von 30 Knoten belassen haben.
(siehe auch Stanley)
Über 20 Zerstörer der Town-Klasse wurden noch weiter für die Bedürfnisse der U-Boot-Jagd umgebaut. Diese Schiffe gaben auch ihre seitlichen 102-mm-Kanonen und einen der verbliebenen Torpedorohr-Drillingssätze ab. Der verbliebene Rohrsatz wurde auf der Bootsmittellinie installiert und konnten nach beiden Seiten eingesetzt werden. Die betroffenen Zerstörer erhielten zusätzlich einen Hedgehog-Salvenwerfer zum Anti-U-Boot-Einsatz und einige 20-mm-Oerlikon-Kanonen zur Flugzeugabwehr.
Angeblich wurden mindestens 23 Zerstörer der Town-Klasse zwischen 1941 und 1943 einem derartigen Umbau unterzogen, wahrscheinlich wurden sie aber nur ähnlich umbewaffnet.

### Verwendung in zweitrangigen Aufgaben
Ab 1943 war der Zulauf neuer Einheiten so groß, dass auf den Einsatz der Town-Zerstörer weitgehend verzichtet werden konnte, zumal die Royal Navy die modernen Zuläufe und die alten Einheiten nicht gleichzeitig bemannen konnte. Die Town-Zerstörer wurden zunehmend für zweitrangige Aufgaben herangezogen und schieden nach dem Kriegsende in Europa aus dem Dienst in Kampfeinheiten zügig aus und wurden abgewrackt. Dies gilt auch für die Zerstörer unter kanadischer Flagge.

### Einsätze bei Verbündeten
Kanada, das neben der ersten Übernahme von sechs Zerstörern des Typs 1940 noch weitere auslieh oder auch übernahm, zog die Schiffe ab Ende 1943 nach und nach aus dem aktiven Dienst zurück.
Die Sowjetunion erhielt im Sommer 1944 noch eine Flottille mit acht Zerstörern und ein neuntes Schiff als Ersatzspender. Alle neun Zerstörer kamen im Nordmeer zur U-Boot-Abwehr zum Einsatz.
Die norwegische Marine setzte nach und nach fünf Zerstörer der Klasse unter britischem oder kanadischem Oberkommando ein. Im Sommer 1942 waren kurz vier Zerstörer gleichzeitig unter norwegischer Flagge im Einsatz, ab Herbst 1942 bis Ende 1943 verblieb dann nur noch die Lincoln unter norwegischer Flagge im Einsatz, die zusammen mit ähnlichen kanadischen Schiffen eingesetzt wurde.
Die Campbeltown war nur kurzzeitig unter niederländischer Flagge im Dienst, ehe sie zu einem Sprengboot umgerüstet wurde.

## Zerstörer der Town-Klasse
| Name               | Übergabe | Typ | ex USS                  | Bauwerft            | Stapellauf | fertig   | weitere Dienste                                                   | Endschicksal |
| ------------------ | -------- | --- | ----------------------- | ------------------- | ---------- | -------- | ----------------------------------------------------------------- | --- |
| Bath (I17)         | 23.09.40 | W   | Hopewell (DD181)        | Newport News        | 8.06.18    | 22.03.19 | Norwegen ab 8. Apr. 1941                                          | 19. August 1941 durch U 204 versenkt, 86 Tote |
| Belmont (H46)      | 8.10.40  | CL  | Satterley (DD190)       | Newport News        | 21.12.18   | 23.12.19 |                                                                   | am 31. Januar 1942 durch U 82 versenkt, alle 138 Mann an Bord tot |
| Beverley (H64)     | 8.10.40  | CL  | Branch (DD197)          | Newport News        | 19.04.19   | 26.07.20 |                                                                   | am 11. April 1943 durch U 188 versenkt, 139 Tote |
| Bradford (H72)     | 8.10.40  | CL  | McLanahan (DD264)       | Bethlehem, Squantum | 22.09.18   | 5.04.19  |                                                                   | 19. Juni 1946 zum Abbruch verkauft |
| Brighton (I08)     | 23.09.40 | W   | Cowell (DD167)          | Fore River, Quincy  | 23.11.18   | 12.03.19 | Sowjetunion Juli 1944 Zharkiy                                     | 18. Mai 1949 zum Abbruch verkauft |
| Broadwater (H81)   | 9.10.40  | CL  | Mason (DD191)           | Newport News        | 8.03.19    | 28.02.20 |                                                                   | am 18. Oktober 1941 durch U 101 versenkt, 44 Tote |
| Broadway (H90)     | 8.10.40  | CL  | Hunt (DD194)            | Newport News        | 14.02.20   | 30.11.20 |                                                                   | 19. März 1948 zum Abbruch verkauft |
| Burnham (H82)      | 8.10.40  | CL  | Aulick (DD258)          | Bethlehem           | 11.04.19   | 26.07.19 |                                                                   | 2. Dezember 1948 zum Abbruch verkauft |
| Burwell (H94)      | 8.10.40  | CL  | Laub (DD263)            | Bethlehem           | 28.08.18   | 17.03.19 |                                                                   | März 1947 zum Abbruch verkauft |
| Buxton (H96)       | 8.10.40  | CL  | Edwards (DD265)         | Bethlehem           | 10.10.18   | 24.04.19 | Kanada ab Aug. 1942 RCN                                           | 21. März 1946 zum Abbruch verkauft |
| Caldwell (I20)     | 9.09.40  | W   | Hale (DD133)            | Bath Iron Works     | 29.05.19   | 26.06.19 | Kanada ab Juli 1942 RCN                                           | 1. Dezember 1943 a. D., Dezember 1944 zum Abbruch verkauft |
| Cameron (I05)      | 9.09.40  | CL  | Welles (DD257)          | Bethlehem           | 8.05.19    | 2.09.19  | durch Luftangriff                                                 | 5. Dezember 1940 in der Werft schwerst beschädigt, kein aktiver Dienst, 5. Oktober 1943 ausgesondert/zum Abbruch verkauft                                                                      |
| Campbeltown (I42)  | 9.09.40  | W   | Buchanan (DD257)        | Bethlehem           | 2.01.19    | 20.01.19 | Niederlande März – Aug. 1941                                      | am 29. März 1942 in Saint-Nazaire gesprengt (Operation Chariot) |
| Castleton (I23)    | 9.09.40  | W   | Aaron Ward (DD258)      | Bath Iron           | 11.04.19   | 26.07.19 |                                                                   | 20. Januar 1948 zum Abbruch verkauft |
| Charlestown (I21)  | 23.09.40 | W   | Abbot (DD 184)          | Newport News        | 4.07.18    | 19.07.19 |                                                                   | 15. Jan. 1945 a. D., 1947 Abbruch |
| Chelsea (I35)      | 9.09.40  | W   | Crowninshield (DD134)   | Bath Iron           | 24.07.19   | 6.08.19  | Kanada Nov. 1942 – Dez. 1943, Sowjetunion Juli 1944 Derzkiy       | Juni 1949 Abbruch |
| Chesterfield (I28) | 9.09.40  | CL  | Welborn C. Wood (DD195) | Newport News        | 6.03.20    | 14.01.21 |                                                                   | März 1947 Abbruch |
| Churchill (I45)    | 9.09.40  | CL  | Herndon (DD198)         | Newport News        | 31.05.19   | 14.09.20 | Sowjetunion März 1944 Dejatelnyy                                  | am 16. Januar 1945 durch deutsches U-Boot versenkt |
| Clare (I14)        | 9.09.40  | CL  | Abel P. Upshur (DD193)  | Newport News        | 4.07.18    | 19.07.19 |                                                                   | März 1947 Abbruch |
| Georgetown (I40)   | 23.09.40 | W   | Maddox (DD168)          | Fore River          | 27.10.18   | 10.03.19 | Sowjetunion< Aug. 1944 Zhostki                                    | 9. September 1952 Rückgabe, abgewrackt |
| Hamilton (I24)     | 23.09.40 | W   | Kalk (DD170)            | Newport News        | 21.12.18   | 29.03.19 | Kanada ab Juni 1941 RCN                                           | 8. Juni 1945 a. D. / Abbruch |
| Lancaster (G05)    | 23.10.40 | W   | Philip (DD 76)          | Newport News        | 25.07.18   | 24.08.18 |                                                                   | März 1947 Abbruch |
| Leamington (G19)   | 23.10.40 | W   | Twiggs (DD127)          | New York Shb        | 28.09.18   | 28.07.19 | Kanada Dez. 1942 – Dez. 1943 RCN Sowjetunion März 1944 Zhguchiy   | 50 Rückgabe, im Film The Gift Horse, ab Juli 1951 Abbruch |
| Leeds (G27)        | 23.10.40 | Ca  | Conner (DD 72)          | Cramp               | 21.08.17   | 12.01.18 |                                                                   | März 1947 Abbruch |
| Lewes (G68)        | 23.10.40 | Ca  | Conway/Craven (DD 70)   | Norfolk Navy Yard   | 29.06.18   | 19.10.18 |                                                                   | 25. Mai 1946 vor Sydney versenkt |
| Lincoln (G42)      | 23.10.40 | W   | Yarnall (DD143)         | Cramp, Philadelphia | 19.06.18   | 29.11.18 | Norwegen Feb. 1942 – Jan. 1944 Sowjetunion 26. Aug. 1944 Druzhnyy | September 1952 verschrottet |
| Ludlow (G57)       | 23.10.40 | Ca  | Stockton (DD 73)        | Cramp               | 17.07.17   | 26.11.17 |                                                                   | 15. Juli 1945 als Ziel versenkt |
| Mansfield (G76)    | 23.10.40 | W   | Evans (DD 78)           | Bath Iron           | 30.10.18   | 11.11.18 | Norwegen 18. Dez. 1940 – Feb. 1942                                | Oktober 1944 Abbruch |
| Montgomery (G95)   | 25.10.40 | W   | Wickes (DD 75)          | Bath Iron           | 25.06.18   | 31.07.18 | Kanada Feb. 1942 – Dez. 1943 RCN                                  | Feb. 1944 Reserve Royal Navy, Frühjahr 1945 Abbruch |
| Newark (G08)       | 5.12.40  | W   | Ringgold (DD 89)        | Union Iron Works    | 14.04.18   | 14.11.18 |                                                                   | September 1947 abgebrochen |
| Newmarket (G47)    | 5.12.40  | W   | Robinson (DD 88)        | Union Iron Works    | 28.03.18   | 19.10.18 |                                                                   | September 1945 abgebrochen |
| Newport (G54)      | 5.12.40  | W   | Sigourney (DD81)        | Bethlehem           | 16.12.17   | 15.05.18 | Norwegen März 1941 – Juni 1942                                    | Februar 1947 Abbruch |
| Ramsey (G60)       | 26.11.40 | CL  | Meade (DD274)           | Bethlehem           | 24.05.19   | 8.09.19  |                                                                   | ab Februar 1947 verschrottet |
| Richmond (G88)     | 26.11.40 | W   | Fairfax (DD 93)         | Bethlehem           | 15.12.17   | 6.04.18  | Sowjetunion 16. Juni 1944 Zhivuchi                                | ab Juni 1949 verschrottet |
| Ripley (G79)       | 26.11.40 | CL  | Shubrick (DD274)        | Bethlehem           | 31.12.18   | 3.07.19  |                                                                   | März 1945 zum Abbruch verkauft |
| Rockingham (G58)   | 26.11.40 | CL  | Swasey (DD274)          | Bethlehem           | 7.05.19    | 8.08.19  |                                                                   | am 27. September 1944 in britischem Minenfeld gesunken, 1 Toter |
| Roxborough (I07)   | 23.09.40 | W   | Foote (DD169)           | Bethlehem           | 14.12.18   | 21.03.19 | Sowjetunion 10. Aug. 1944 Doblestnyi                              | ab Mai 1949 in GB verschrottet |
| Salisbury (I52)    | 5.12.40  | W   | Claxton (DD140)         | Mare Island NY      | 15.01.19   | 13.09.19 |                                                                   | Juni 1944 außer Dienst, ab April 1945 in den USA abgebrochen |
| St. Albans (I15)   | 23.09.40 | W   | Thomas (DD182)          | Newport News        | 4.07.18    | 25.04.19 | Norwegen Apr. 1941 – Okt. 1942 Sowjetunion Juli 1944 Dostoynyy    | Mai 1949 in GB verschrottet |
| St. Croix (I81)    | 24.09.40 | CL  | McCook (DD252)          | Bethlehem           | 31.01.19   | 30.04.19 | Kanada ab Juni 1941 RCN                                           | am 30. September 1943 durch U 305 versenkt, 81 Mann von der Fregatte Itchen gerettet, deren folgende Versenkung durch U 666 überleben nur 3 Mann, darunter ein Besatzungsmitglied der St.Croix |
| St. Mary´s (I12)   | 23.09.40 | W   | Doran, Bagley (DD185)   | Newport News        | 19.10.18   | 17.06.19 |                                                                   | März 1945 in GB verschrottet |
| Sherwood (I80)     | 23.10.40 | CL  | Rodgers, Kalk (DD170)   | Bethlehem           | 26.04.19   | 22.07.19 |                                                                   | 20. September 1943 als Zielschiff versenkt |
| Stanley (I73)      | 23.10.40 | CL  | McCalla (DD253)         | Bethlehem           | 28.03.19   | 19.05.19 |                                                                   | am 19. Dezember 1941 durch U 574 versenkt, über 100 Tote |
| Wells (I95)        | 5.12.40  | W   | Tillman (DD135)         | Charleston NY       | 7.07.19    | 10.04.20 |                                                                   | Juli 1945 verschrottet |
| Royal_Canadian     | Navy     |     |                         |                     |            |          | und ex britische siehe vor                                        | |
| Annapolis (I04)    | 29.09.40 | W   | MacKenzie (DD175)       | Union Iron          | 19.09.18   | 25.07.19 |                                                                   | 22. Juni 1945 in die USA zum Abbruch |
| Columbia (I49)     | 24.09.40 | W   | Haraden (DD183)         | Newport News        | 31.01.19   | 7.06.19  |                                                                   | 25. Feb. 1944 aufgelaufen, schwer beschädigt / als Lager genutzt, August 1945 Abbruch |
| Hamilton (I24)     | 23.09.40 | W   | Kalk, Rodgers (DD170)   | Bethlehem           | 21.12.18   | 29.03.19 |                                                                   | 1945 auf dem Weg zum Abbruch nach Boston im Schlepp gesunken |
| Niagara (I57)      | 26.09.40 | W   | Thatcher (DD162)        | Bethleham           | 31.08.18   | 14.01.19 |                                                                   | 15. September 1945 außer Dienst, 1947 abgebrochen |
| St. Clair (I65)    | 29.09.40 | W   | Williams (DD108)        | Union Iron          | 4.07.18    | 1.03.19  |                                                                   | Mai 1946 zum Abbruch |
| St. Francis (I93)  | 24.09.40 | CL  | Bancroft (DD256)        | Bethlehem           | 21.03.19   | 30.06.19 |                                                                   | auf dem Weg zum Abbruch am 14. Juli 1945 nach Kollision gesunken |